# Lagarde-sur-le-Né
Pour les articles homonymes, voir Lagarde et Né (homonymie).
Lagarde-sur-le-Né est une commune du Sud-Ouest de la France située dans le département de la Charente, en région Nouvelle-Aquitaine.
Ses habitants sont les Lagardais et les Lagardaises.

## Géographie

### Localisation et accès
Lagarde-sur-le-Né est une petite commune située à 6 km au nord-ouest de Barbezieux, chef-lieu de son canton, non loin de la Charente-Maritime.
Lagarde est aussi à 8 km à l'est d'Archiac, 23 km au sud-est de Cognac et 32 km au sud-ouest d'Angoulême.
À l'écart des grandes routes, la commune est desservie par la D 126 qui passe au bourg, la D 44 et la D 38. La D 731, route de Barbezieux à Cognac, passe à 2 km au sud de la mairie. La commune est située à environ 6 km de la N 10 entre Angoulême et Bordeaux au sud, et la D 699, route d'Angoulême à Jonzac au nord.

### Hameaux et lieux-dits
La mairie et l'église sont isolées et il n'y a pas de véritable bourg. La commune compte de nombreux hameaux et fermes.

### Communes limitrophes
|          | Criteuil-la-Magdeleine |                          |
| Lachaise | Lagarde-sur-le-Né      | Barbezieux-Saint-Hilaire |
|          | Barret                 |                          |

### Géologie et relief
La commune est occupée par le Campanien (Crétacé supérieur), calcaire crayeux. La vallée du Né est occupée par des alluvions récentes du Quaternaire, accumulées en basses terrasses sur son bord sud,,.
Le relief de la commune est celui d'une plaine légèrement inclinée vers la bordure nord, où est la vallée du Né. Une colline occupe le centre de la commune, où est située la mairie ainsi que le point culminant qui est à une altitude de 68 m. Le point le plus bas est à 30 m, situé le long du Né dans la prairie de Lagarde en limite nord-ouest.

### Hydrographie

#### Réseau hydrographique

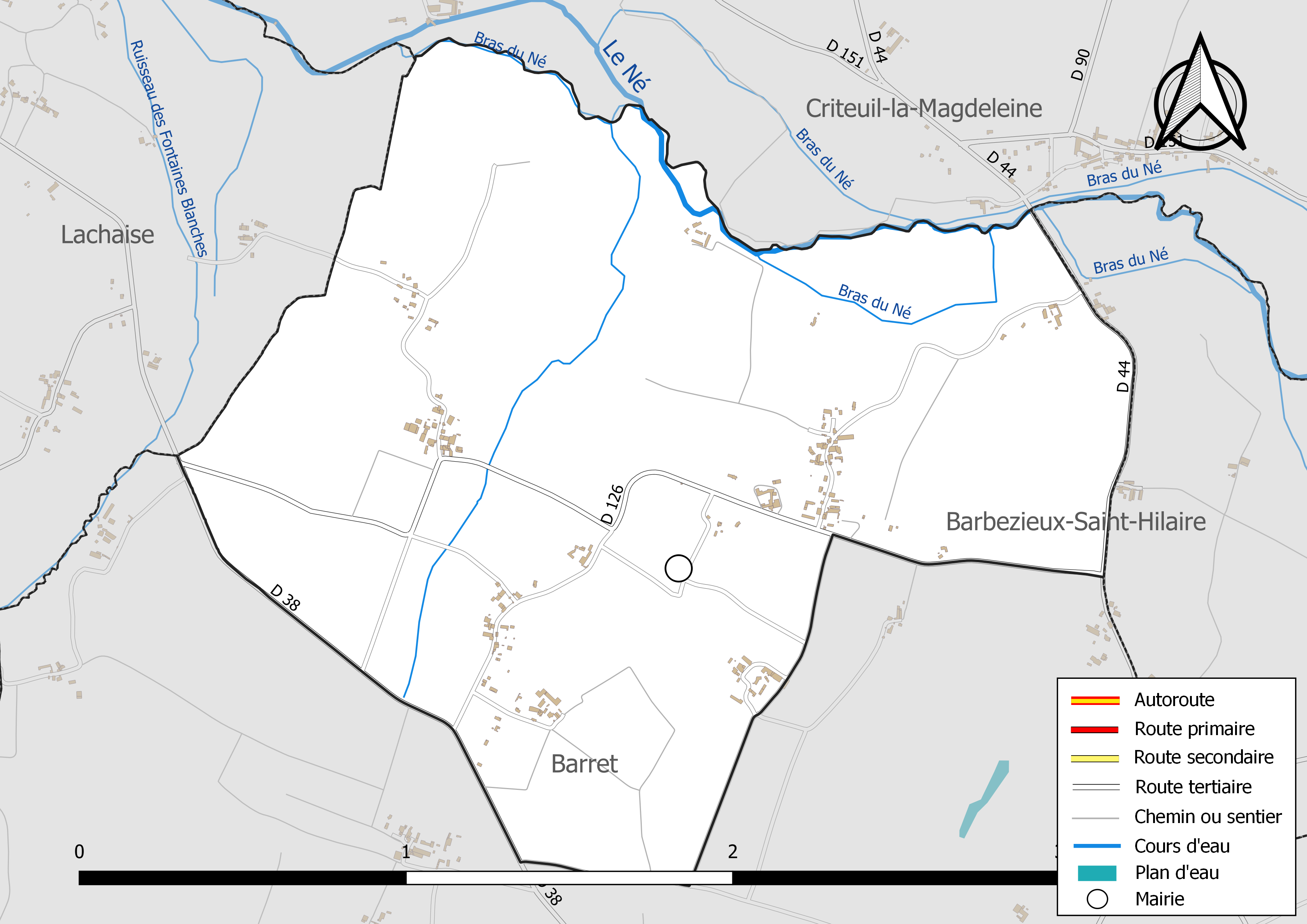
Réseaux hydrographique et routier de Lagarde-sur-le-Né.

La commune est située dans le bassin versant de la Charente au sein  du Bassin Adour-Garonne. Elle est drainée par le Né, et par un petit cours d'eau, qui constituent un réseau hydrographique de 4 km de longueur totale,.
La commune est située sur la rive gauche du Né, affluent de la Charente, et dont d'anciens bras délimitent des prairies.
On trouve aussi quelques sources situées le long du Né, comme la Font Babœuf.

#### Gestion des eaux
Le territoire communal est couvert par le schéma d'aménagement et de gestion des eaux (SAGE) « Charente ». Ce document de planification, dont le territoire correspond au bassin de la Charente, d'une superficie de 9 300 km2, a été approuvé le 19 novembre 2019. La structure porteuse de l'élaboration et de la mise en œuvre est l'établissement public territorial de bassin Charente. Il définit sur son territoire les objectifs généraux d’utilisation, de mise en valeur et de protection quantitative et qualitative des ressources en eau superficielle et souterraine, en respect des objectifs de qualité définis dans le troisième SDAGE  du Bassin Adour-Garonne qui couvre la période 2022-2027, approuvé le 10 mars 2022.

### Climat
Comme dans les trois quarts sud et ouest du département, le climat est océanique aquitain.

## Urbanisme

### Typologie
Au 1er janvier 2024, Lagarde-sur-le-Né est catégorisée commune rurale à habitat très dispersé, selon la nouvelle grille communale de densité à 7 niveaux définie par l'Insee en 2022.
Elle est située hors unité urbaine. Par ailleurs la commune fait partie de l'aire d'attraction de Barbezieux-Saint-Hilaire, dont elle est une commune de la couronne,. Cette aire, qui regroupe 25 communes, est catégorisée dans les aires de moins de 50 000 habitants,.

### Occupation des sols
L'occupation des sols de la commune, telle qu'elle ressort de la base de données européenne d’occupation biophysique des sols Corine Land Cover (CLC), est marquée par l'importance des territoires agricoles (100 % en 2018), en augmentation par rapport à 1990 (93,8 %). La répartition détaillée en 2018 est la suivante : 
terres arables (48,6 %), zones agricoles hétérogènes (35,9 %), cultures permanentes (15,5 %). L'évolution de l’occupation des sols de la commune et de ses infrastructures peut être observée sur les différentes représentations cartographiques du territoire : la carte de Cassini (XVIIIe siècle), la carte d'état-major (1820-1866) et les cartes ou photos aériennes de l'IGN pour la période actuelle (1950 à aujourd'hui).

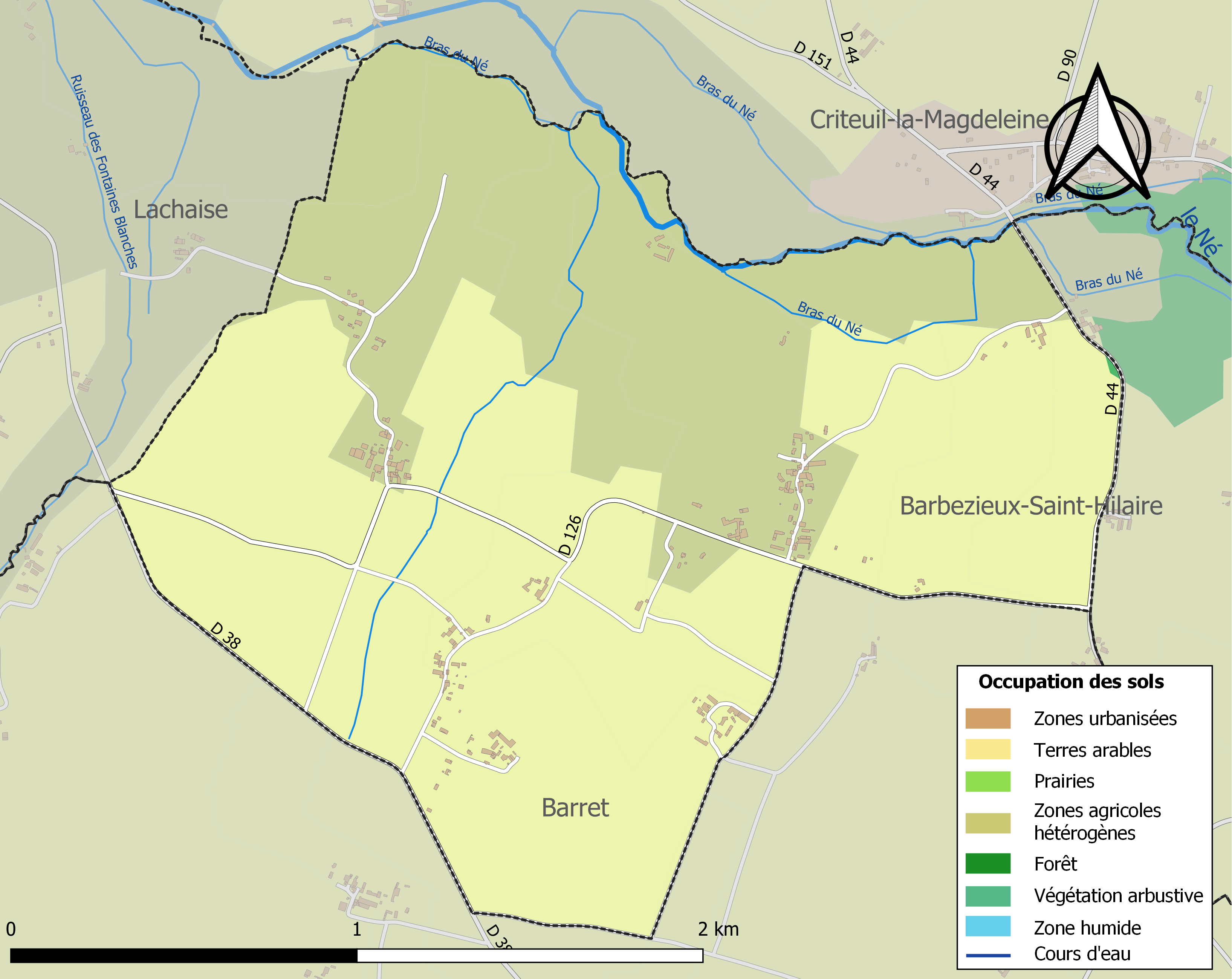
Carte des infrastructures et de l'occupation des sols de la commune en 2018 (CLC).

### Risques majeurs
Le territoire de la commune de Lagarde-sur-le-Né est vulnérable à différents aléas naturels : météorologiques (tempête, orage, neige, grand froid, canicule ou sécheresse) et séisme (sismicité faible). Un site publié par le BRGM permet d'évaluer simplement et rapidement les risques d'un bien localisé soit par son adresse soit par le numéro de sa parcelle.

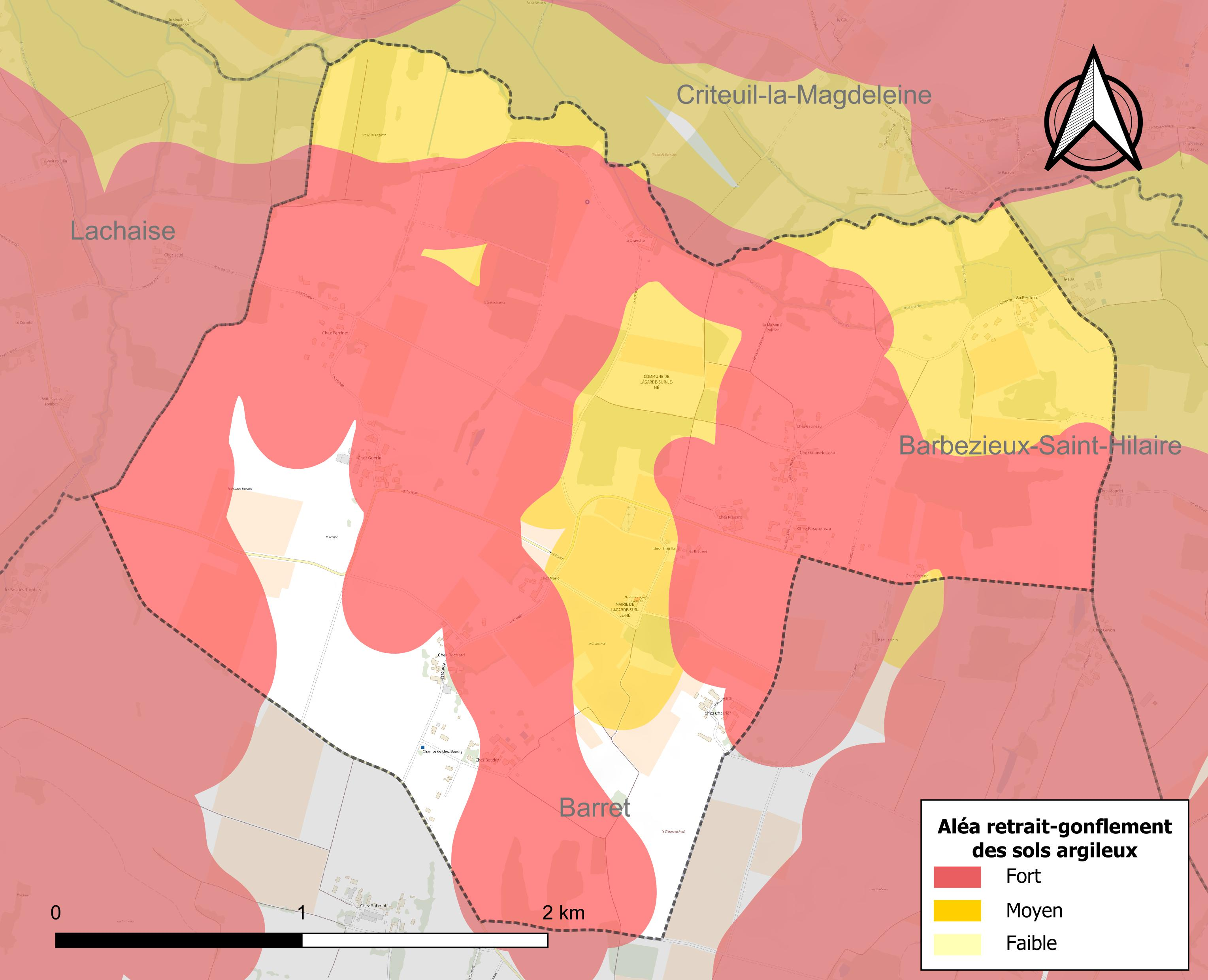
Carte des zones d'aléa retrait-gonflement des sols argileux de Lagarde-sur-le-Né.

Le retrait-gonflement des sols argileux est susceptible d'engendrer des dommages importants aux bâtiments en cas d’alternance de périodes de sécheresse et de pluie. 87,5 % de la superficie communale est en aléa moyen ou fort (67,4 % au niveau départemental et 48,5 % au niveau national). Sur les 95 bâtiments dénombrés sur la commune en 2019, 79 sont en aléa moyen ou fort, soit 83 %, à comparer aux 81 % au niveau départemental et 54 % au niveau national. Une cartographie de l'exposition du territoire national au retrait gonflement des sols argileux est disponible sur le site du BRGM,.
Par ailleurs, afin de mieux appréhender le risque d’affaissement de terrain, l'inventaire national des cavités souterraines permet de localiser celles situées sur la commune.
La commune a été reconnue en état de catastrophe naturelle au titre des dommages causés par les inondations et coulées de boue survenues en 1982 et 1999. Concernant les mouvements de terrains, la commune a été reconnue en état de catastrophe naturelle au titre des dommages causés par des mouvements de terrain en 1999.

## Toponymie
Les formes anciennes sont Guardia supra Nedum (non daté), Garda, la Garda, Guarda en 1239.
Le nom de Lagarde tire vraisemblablement son origine d'une tour de guet ou d'une forteresse, comme tous les noms de lieux semblables en France. La mot garde est tiré du haut allemand wart latinisé sous la forme warda ou wardia. Rien qu'en Charente, on compte 18 de ces lieux-dits,.
Le nom de la commune était orthographié La Garde-sur-Né en 1801.

## Histoire
Le bourg de Lagarde était autrefois le siège d'une seigneurie qui appartenait au XVIIe siècle à la famille de Bourdeilles.
Au début du XXe siècle, la commune était dans l'arrondissement de Barbezieux.

## Administration
| Période                                  | Période  | Identité        | Étiquette | Qualité  |
| ---------------------------------------- | -------- | --------------- | --------- | -------- |
| Les données manquantes sont à compléter. |          |                 |           |          |
| 1989                                     | 2014     | Serge Tapon     | SE        | Retraité |
| 2014                                     | 2020     | Joël Desmortier | SE        | Retraité |
| 2020                                     | En cours | Alain Testaud   | DVD       | Retraité |

## Démographie

### Évolution démographique
L'évolution du nombre d'habitants est connue à travers les recensements de la population effectués dans la commune depuis 1793. Pour les communes de moins de 10 000 habitants, une enquête de recensement portant sur toute la population est réalisée tous les cinq ans, les populations de référence des années intermédiaires étant quant à elles estimées par interpolation ou extrapolation. Pour la commune, le premier recensement exhaustif entrant dans le cadre du nouveau dispositif a été réalisé en 2008.

En 2022, la commune comptait 187 habitants, en évolution de +3,89 % par rapport à 2016 (Charente : −0,48 %, France hors Mayotte : +2,11 %).
| 1793 | 1800 | 1806 | 1821 | 1831 | 1841 | 1846 | 1851 | 1856 |
| ---- | ---- | ---- | ---- | ---- | ---- | ---- | ---- | ---- |
| 333  | 343  | 315  | 328  | 331  | 389  | 375  | 356  | 371  |

| 1861 | 1866 | 1872 | 1876 | 1881 | 1886 | 1891 | 1896 | 1901 |
| ---- | ---- | ---- | ---- | ---- | ---- | ---- | ---- | ---- |
| 341  | 325  | 327  | 310  | 292  | 271  | 251  | 245  | 253  |

| 1906 | 1911 | 1921 | 1926 | 1931 | 1936 | 1946 | 1954 | 1962 |
| ---- | ---- | ---- | ---- | ---- | ---- | ---- | ---- | ---- |
| 251  | 236  | 216  | 240  | 211  | 190  | 183  | 181  | 168  |

| 1968 | 1975 | 1982 | 1990 | 1999 | 2006 | 2008 | 2013 | 2018 |
| ---- | ---- | ---- | ---- | ---- | ---- | ---- | ---- | ---- |
| 164  | 146  | 169  | 169  | 174  | 179  | 180  | 168  | 187  |

| 2022 | - | - | - | - | - | - | - | - |
| ---- | - | - | - | - | - | - | - | - |
| 187  | - | - | - | - | - | - | - | - |

### Pyramide des âges
En 2018, le taux de personnes d'un âge inférieur à 30 ans s'élève à 30,4 %, soit au-dessus de la moyenne départementale (30,2 %). À l'inverse, le taux de personnes d'âge supérieur à 60 ans est de 28,3 % la même année, alors qu'il est de 32,3 % au niveau départemental.
En 2018, la commune comptait 93 hommes pour 94 femmes, soit un taux de 50,27 % de femmes, légèrement inférieur au taux départemental (51,59 %).
Les pyramides des âges de la commune et du département s'établissent comme suit.
| Hommes | Classe d’âge | Femmes |
| ------ | ------------ | ------ |
| 0,0    | 90 ou +      | 0,0    |
| 8,6    | 75-89 ans    | 10,6   |
| 17,2   | 60-74 ans    | 20,2   |
| 32,3   | 45-59 ans    | 22,3   |
| 10,8   | 30-44 ans    | 17,0   |
| 18,3   | 15-29 ans    | 10,6   |
| 12,9   | 0-14 ans     | 19,1   |

| Hommes | Classe d’âge | Femmes |
| ------ | ------------ | ------ |
| 1      | 90 ou +      | 2,7    |
| 9,2    | 75-89 ans    | 12     |
| 20,6   | 60-74 ans    | 21,3   |
| 20,7   | 45-59 ans    | 20,3   |
| 16,8   | 30-44 ans    | 16     |
| 15,6   | 15-29 ans    | 13,4   |
| 16,1   | 0-14 ans     | 14,3   |

## Économie

### Agriculture
La viticulture est une activité importante de Lagarde, qui est située en Petite Champagne, dans la zone d'appellation d'origine contrôlée du cognac.
Certains producteurs vendent cognac, pineau des Charentes et vin de pays à la propriété.

## Lieux et monuments
L'église paroissiale Saint-Pierre était un ancien prieuré bénédictin dépendant de l'abbaye de Baignes. Elle a été construite à la fin du XIIe siècle. Elle a été incendiée en 1562, et elle a été restaurée aux XVIe et XVIIe siècles, puis au XIXe siècle. Elle est inscrite monument historique depuis 1992,.

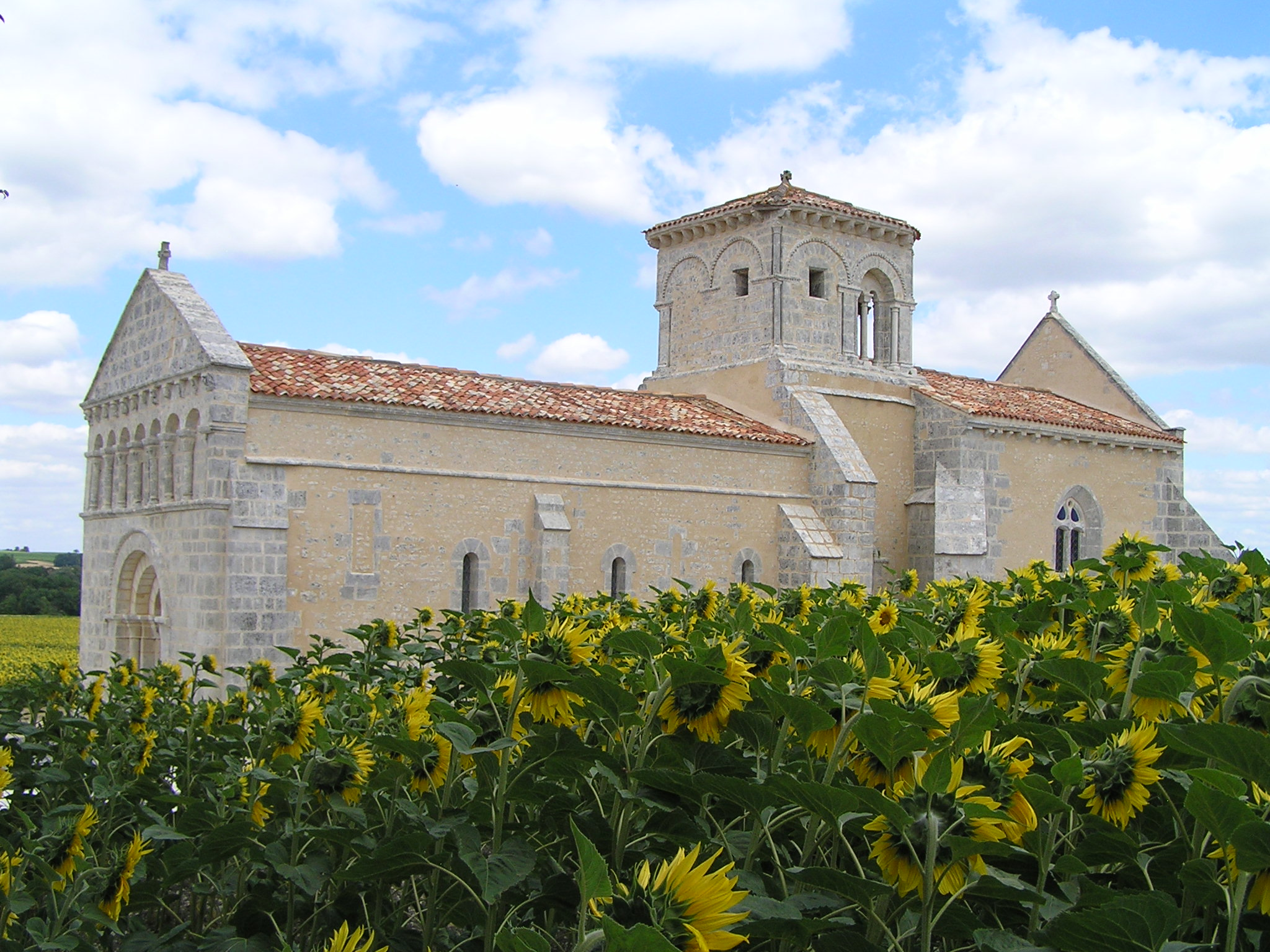
Église.
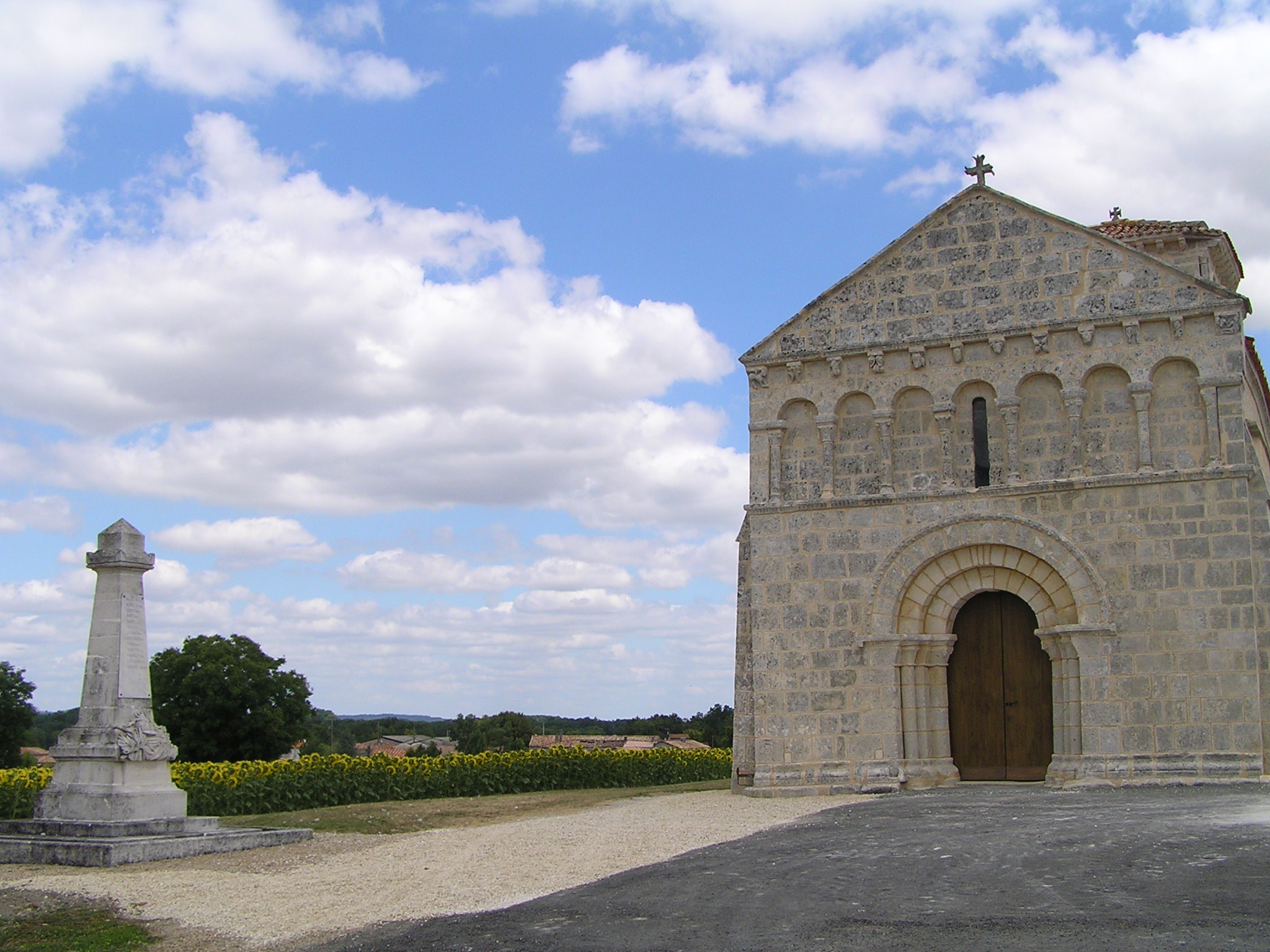
Monument aux morts.
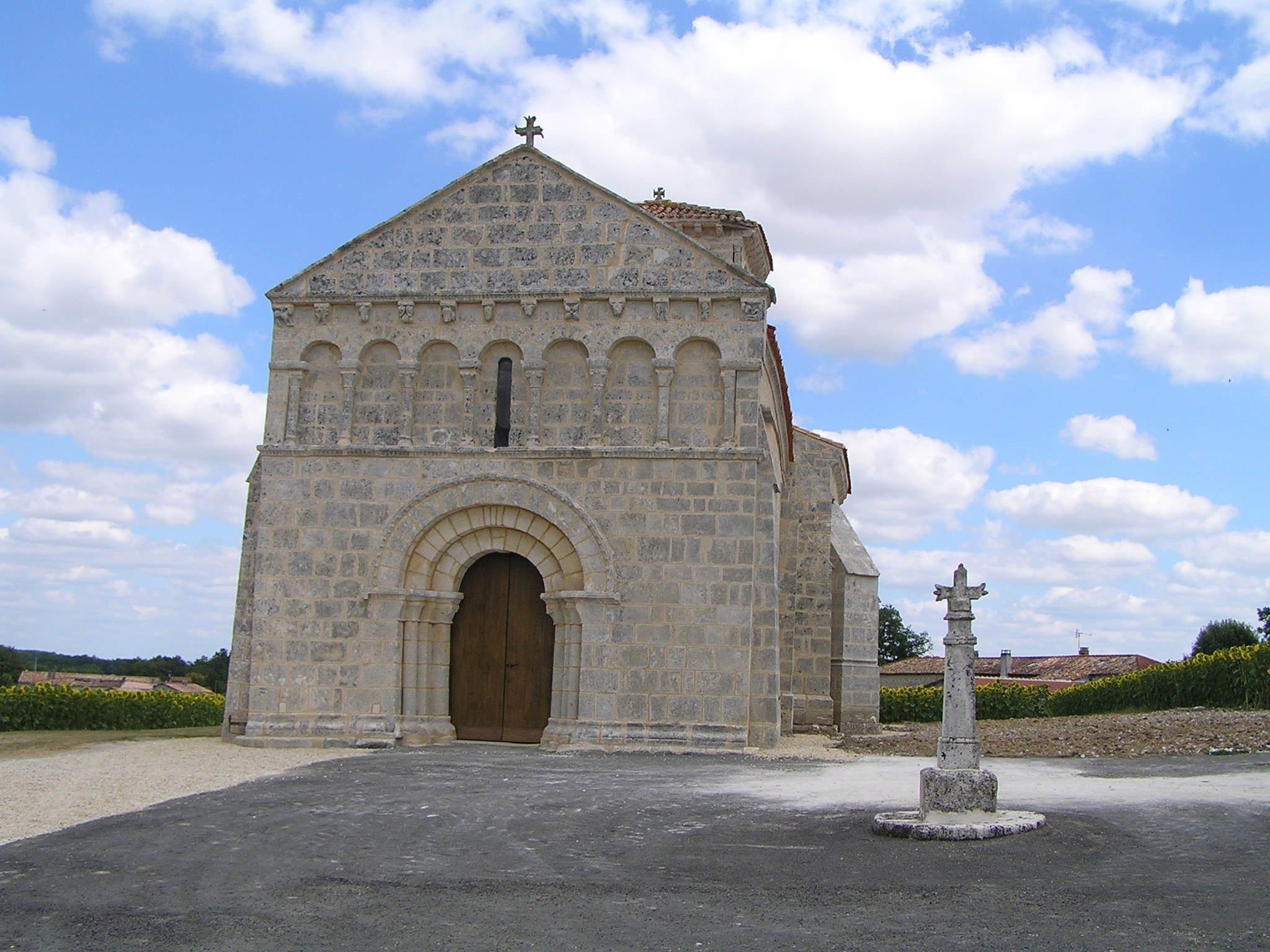
Croix.

## Héraldique
| Blason de Lagarde-sur-le-Né | Blason  | Tiercé en pairle renversé : au 1er d'or à la grappe de raisin de pourpre, tigée et feuillée au naturel, au 2e de gueules au coq d'or, au 3e d'azur à trois fasces ondées d'argent et à la tour d'or maçonnée de sable, brochant sur les fasces. |
| Blason de Lagarde-sur-le-Né | Détails | Le statut officiel du blason reste à déterminer. |